# Fritz Fiedler
Pour les articles homonymes, voir Fiedler.
Fritz Fiedler est un ingénieur et designer automobile allemand, né le 9 janvier 1899 à Potsdam, Allemagne, et mort le 8 juillet 1972 à Schliersee, Allemagne.

## Biographie
Il rejoint la marque BMW en 1932 en tant que concepteur en chef. Auparavant il avait  travaillé pour Horch où il avait conçu des voitures à 8 et 12 cylindres. Fiedler est rejoint par Rudolf Schleicher, qui a travaillé avec lui chez Horch et qui avait déjà précédemment été chez BMW comme concepteur moto. Les deux hommes sont désignés responsables de la nouvelle gamme de voitures six cylindres qui mettra BMW sur la route du succès. La première voiture que Fiedler conçut est la BMW 326 qui sera exposée lors de l'International Automobile Ausstellung à Berlin en 1936.